# Райнбах-им-Иннкрайс
Райнбах-им-Иннкрайс (нем. Rainbach im Innkreis) — коммуна (нем. Gemeinde) в Австрии, в федеральной земле Верхняя Австрия. 
Входит в состав округа Шердинг.  Население составляет 1510 человек (на 31 декабря 2005 года). Занимает площадь 25 км². Официальный код  —  41415.

## Политическая ситуация
Бургомистр коммуны — Алойс Гимплингер (АНП) по результатам выборов 2003 года.
Совет представителей коммуны (нем. Gemeinderat) состоит из 19 мест.
- АНП занимает 9 мест.
- СДПА занимает 5 мест.
- АПС занимает 5 мест.